# Free'sm

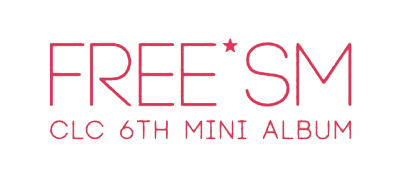

Free'sm è il sesto EP sudcoreano del gruppo femminile CLC. Pubblicato il 3 agosto 2017 da Cube Entertainment, contiene sei tracce, tra cui i singoli "Where Are You?", "Summer Kiss" e "I Like It".
L'EP ha debuttato al decimo posto sulla classifica degli album di Circle Chart.

## Tracce
1. Where are You? (어디야?; eodiya?) – 3:40 (testo: Armadillo – musica: Armadillo)
2. Bae – 3:33 (testo: Big Sancho, Park Haeil, Jang Yeeun – musica: Big Sancho, Park Haeil)
3. I Like It (즐겨; jeulgyeo) – 3:32 (testo: Seo Jaewoo,  Sancho, Jang Yeeun – musica: Seo Jaewoo, Big Sancho, Nick Holiday, Nikki Paige)
4. Call My Name – 3:04 (testo: Shin Agnes (MonoTree) – musica: Chu Daegwan (MonoTree), Nopari)
5. Summer Kiss – 3:27 (testo: Sweetch, Jerry.L – musica: Sweetch, Jerry.L)
6. Hold Your Hand (잡아줄게; jab-ajulge) – 4:00 (testo: Son Youngjin, Kang Dongha, Jang Yeeun – musica: Son Youngjin, Kang Dongha)

Durata totale: 21:16

## Classifiche
| Classifica (2017) | Posizione massima |
| ----------------- | ----------------- |
| Corea del Sud     | 10                |